# Congiura dell'harem

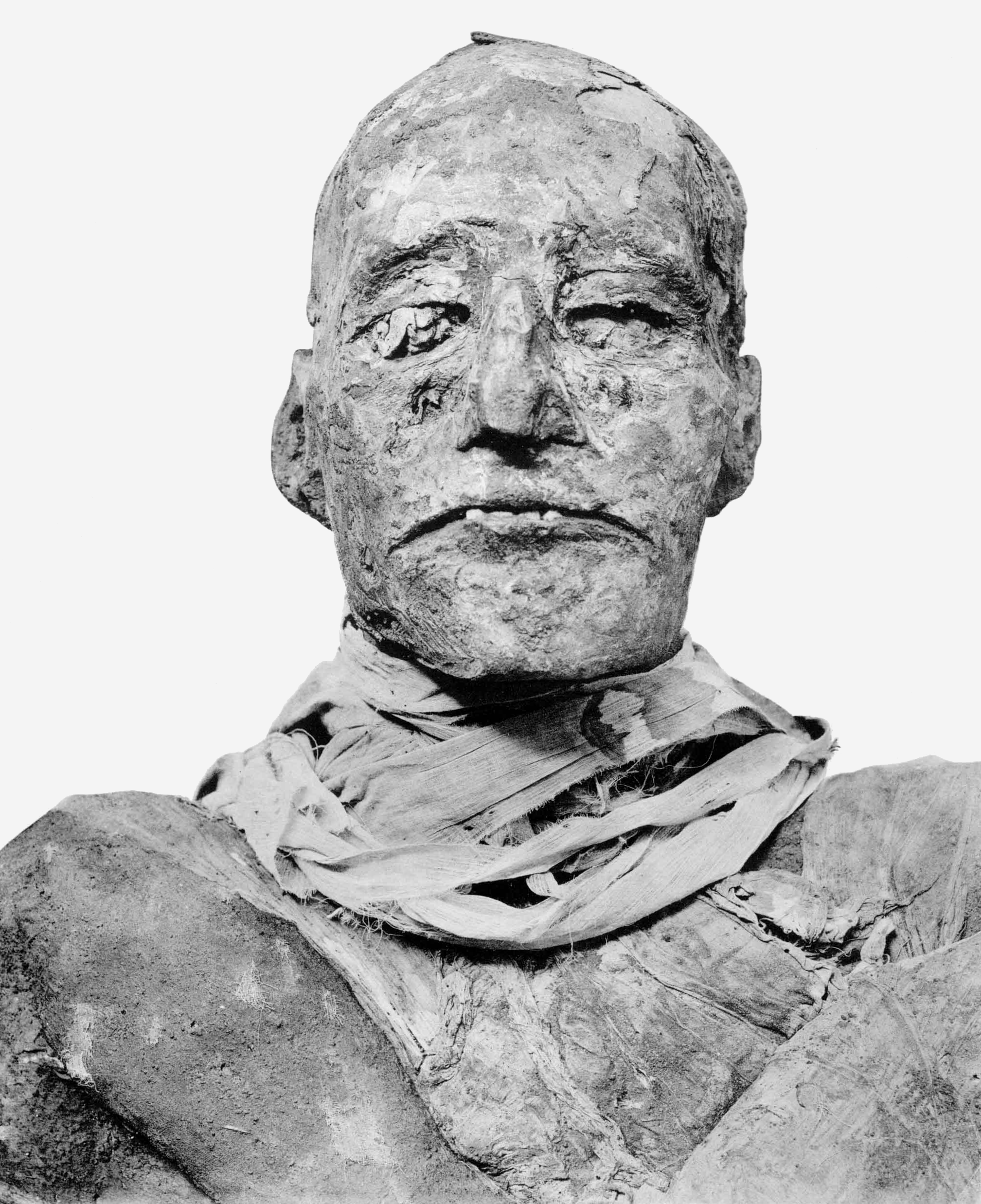
La mummia di Ramses III, vittima della congiura (fotografia dell'anatomista G.Elliot Smith, 1912).

La Congiura dell'harem fu un complotto finalizzato a uccidere il faraone egizio Ramses III (1186 a.C. - 1155 a.C.). Protagonista della congiura fu una delle mogli secondarie del sovrano, Tiye, la quale sperava di porre sul trono il proprio figlio, il principe Pentawer (che non avrebbe avuto nessuna possibilità di succedere al padre in linea diretta) a scapito del legittimo erede, il principe Ramses-Amonherkhopeshef (il futuro Ramses IV), il maggiore tra i figli ancora in vita di Ramses III. Il piano fu organizzato dall'importante funzionario di corte Pebekkamen. Inizialmente la congiura ebbe successo, dal momento che il faraone fu assassinato, ma fallì nel fine ultimo di porre il principe Pentawer sul trono. I cospiratori furono catturati, condannati e giustiziati. La fonte principale al riguardo è il Papiro giuridico di Torino, redatto su mandato di Ramses IV, che elenca minuziosamente i processi, le accuse e le condanne che seguirono ai fatti della congiura; ma di tale episodio non si fa menzione negli ampi testi che decorano le pareti dei suoi templi e della sua tomba. Questo perché i peccati contro Maat, ossia contro la giustizia e l'ordine cosmico (di cui il faraone era garante), potevano essere descritti nei documenti d'archivio, ma non nei testi ufficiali.

## Ramses III

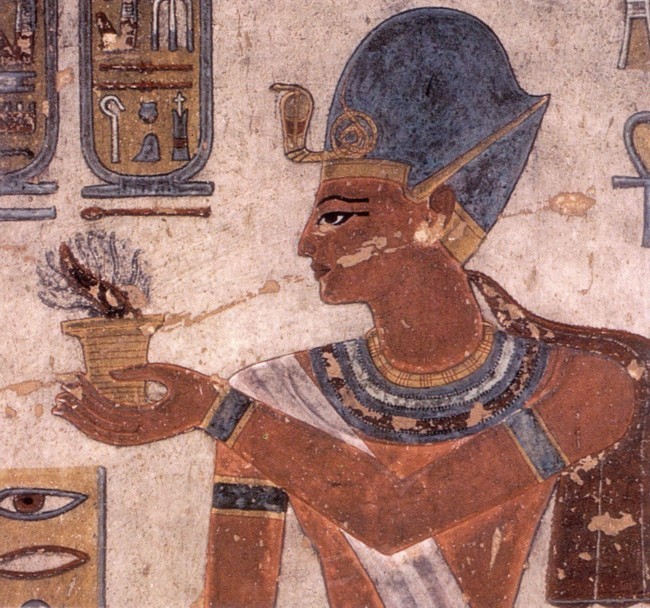
Ramses III nelle pitture della tomba KV11.

Ramses III era figlio di Sethnakht, primo faraone della XX dinastia egizia, e della regina Tiy-Mereneset. Suo padre era salito al trono riscattando l'Egitto dal caos in cui era sprofondato negli anni del declino e della caduta della gloriosa XIX dinastia, inaugurando così la nuova dinastia. La studiosa Susan Redford ha scritto che Ramses III
Ramses III ebbe un lungo regno di 32 anni, finché non cadde vittima di una congiura di palazzo. Il sovrano si era reinsediato a Tebe per celebrare l'Heb-Sed, la festa rituale di ringiovanimento e rigenerazione che si teneva tradizionalmente nel trentennale di regno di un faraone, e che dal trentesimo in poi si celebrava ogni tre anni; si trovava appunto a Tebe quando la congiura ebbe luogo.

## La congiura

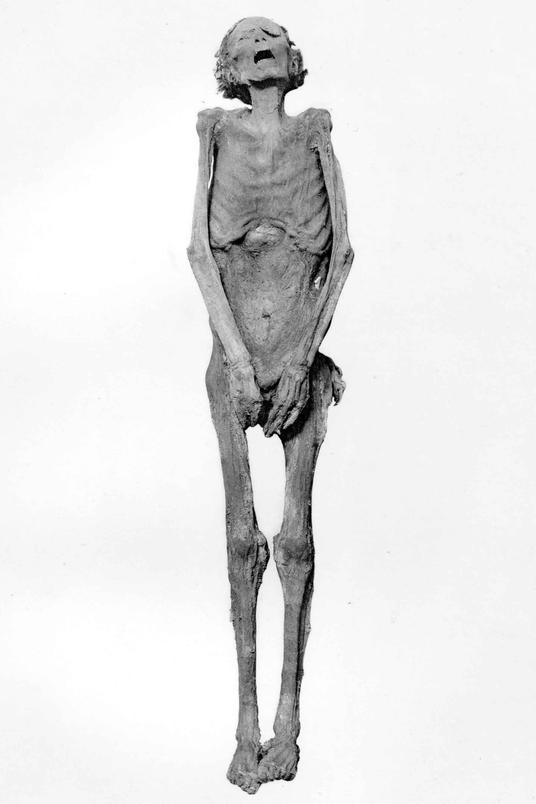
La presunta mummia del principe Pentawer, che avrebbe dovuto essere il maggiore beneficiario della congiura.

Nella primavera del 1155 a.C., mentre Ramses III si trovava nell'harem (l'harem della corte egizia era l'insieme di palazzi e appartamenti delle spose e dei figli del re e del loro seguito), fu attuata la congiura. Una delle spose reali, Tiye, voleva che il proprio figlio Pentawer sottraesse il trono al legittimo erede Ramses IV; perché ciò avvenisse, Ramses III e il principe Ramses dovevano essere eliminati. Tiye strinse patti con maggiordomi, ufficiali, dignitari e funzionari d'ogni livello dell'amministrazione, oltreché con servi, per portare messaggi oltre le mura dell'harem, e fu in grado di convincere questi personaggi a farsi aiutare nel duplice assassinio e nel conseguente colpo di stato. Un funzionario d'alto livello di nome Pebekkamen divenne il fiduciario di Tiye nel gestire l'andirivieni clandestino delle informazioni. Pebekkamen fu a sua volta coadiuvato da un maggiordomo di nome Mastesuria, un ispettore del bestiame di nome Panhayboni e due amministratori, Panuk e Pentua. Poiché l'accesso agli ambienti dell'harem era molto controllato e limitato, Panhayboni coinvolse l'ispettore del tesoro reale, Pairy, per riuscire ad accedervi. La presenza di così tanti maggiordomi, funzionari e dignitari fra le file dei cospiratori è stata letta come indizio della decadenza della corte nell'ultimo secolo del Nuovo Regno.
I congiurati si affidarono alla magia nera credendo di confondere, per mezzo di questa, le guardie dell'harem e consentire così il passaggio delle missive. Incantesimi e formule magiche furono utilizzati anche nel tentativo di rendere Ramses III più vulnerabile (il faraone era ritenuto sotto la protezione di moltissimi dèi e geni: tutela simboleggiata dall'ureo sui copricapi reali). I cospiratori attirarono dalla loro parte anche il mago di corte, Prekamenef, e il medico personale di Ramses III, Iyroy, perché praticassero sortilegi. Incantesimi furono eseguiti anche mentre l'aggressione al re aveva luogo. 

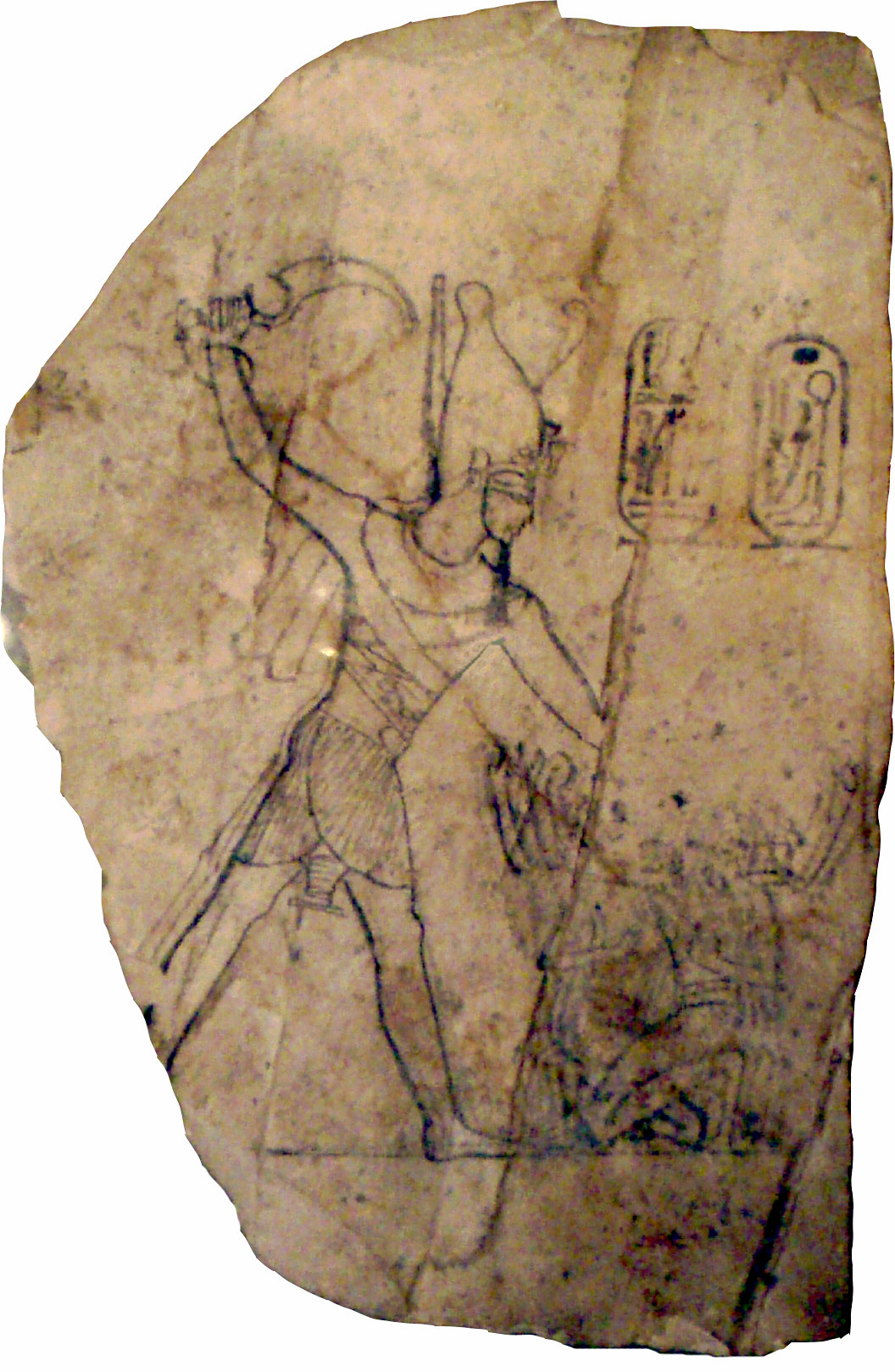
Ostrakon calcareo raffigurante Ramses IV che abbatte i suoi nemici. Boston, Museum of fine arts

### La morte di Ramses III

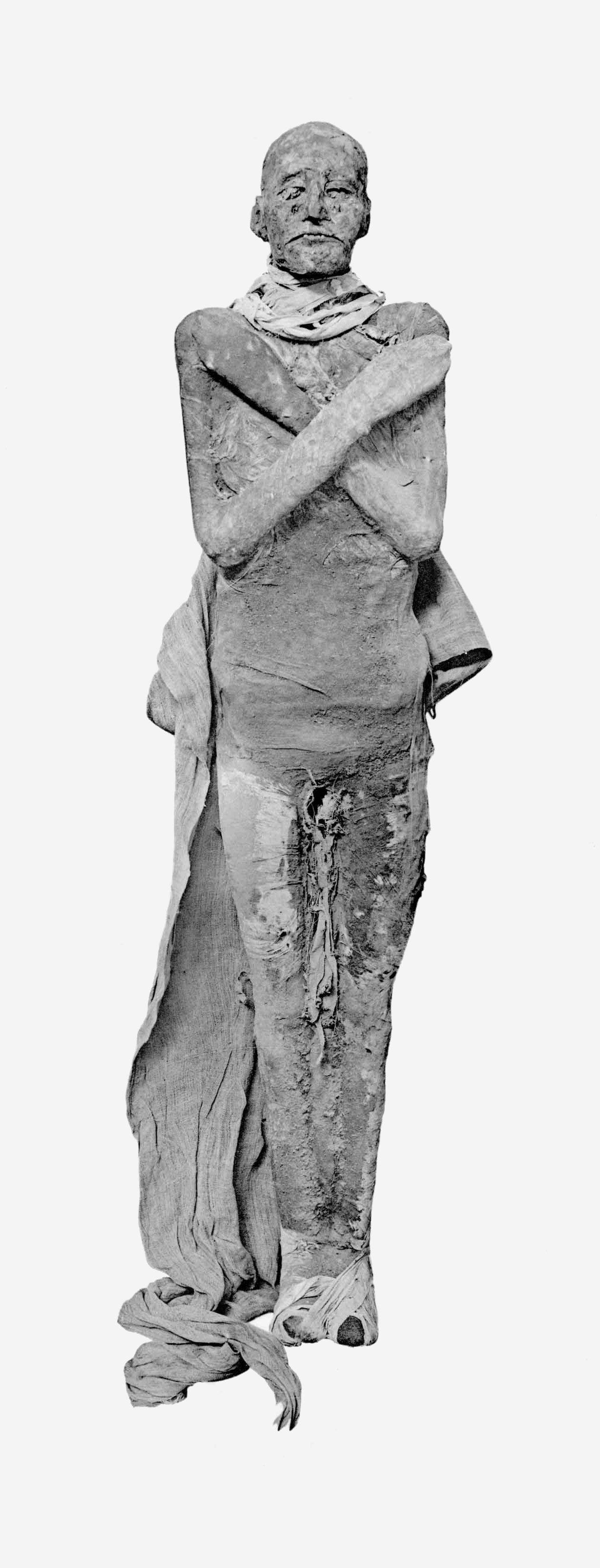
La mummia di Ramses III (fotografia dell'anatomista G.Elliot Smith, 1912).

La modalità d'uccisione di Ramses III ha sollevato varie discussioni nel corso degli anni. Un tempo si pensava che il veleno fosse stata l'arma più probabile, perché pareva che il re fosse sopravvissuto per alcuni giorni all'attentato. Recenti analisi sulla mummia hanno però evidenziato, per mezzo di una tomografia computerizzata, che fu inferta alla gola del faraone una ferita molto grave. Benché si sia creduto a lungo che la mummia di Ramses III non mostrasse ferite evidenti, il recente esame condotto da un team forense tedesco (illustrato dal documentario Ramesses: Mummy King Mystery andato in onda su Science Channel nel 2011), ha dimostrato la presenza di un bendaggio eccessivo intorno al collo. Una successiva tomografia computerizzata condotta in Egitto da Ashraf Selim e Sahar Saleem, professori di Radiologia all'Università del Cairo, ha dimostrato che le bende nascondono una gravissima coltellata attraverso tutta la gola, profonda al punto di raggiungere le vertebre. Il narratore del documentario commenta: "Una ferita a cui nessuno avrebbe potuto sopravvivere." Nel dicembre del 2012 un'équipe di scienziati, composta dall'egittologo Zahi Hawass, dal paleopatologo Albert Zink dell'Eurac di Bolzano e dall'esperto di genetica molecolare dell'università di Tubinga Carsten Pusch, è giunta alla conclusione che i cospiratori uccisero Ramses III tagliandogli la gola. Nel corso di un'intervista, il Dr. Zink osservò: 
Uno studio successivo degli esiti della TAC sulla mummia del faraone ha inoltre svelato che l'alluce sinistro fu probabilmente reciso da un oggetto simile a una scure. Non risulta alcun segno di ricrescita dell'osso, quindi anche quest'ultima violenza fu perpetrata subito prima del decesso. Gli imbalsamatori piazzarono una sorta di protesi in lino al posto del dito mozzato; posizionarono inoltre 6 amuleti intorno ai piedi e alle caviglie, per favorire la guarigione delle ferite nell'aldilà. Quest'ulteriore ferita al piede avvalora la tesi dell'attentato, probabilmente per opera di più assalitori e con armi differenti. 
Il medesimo studio ha determinato che la mummia di un giovane uomo sconosciuto, rinvenuto con Ramses III nel nascondiglio delle mummie reali (DB320) di Deir el-Bahari, sarebbe un ottimo candidato per l'identificazione con il principe Pentawer, benché sia impossibile determinarne le cause della morte. Quest'ultima mummia e quella di Ramses III condividono l'aplogruppo del cromosoma Y E1b1a e 50% del materiale genetico, che il Dr. Zink ha rilevato come legami tipici tra padre e figlio. Tale mummia era stata confezionata avvolgendola in una pelle di capra, ritualmente impura. Tutto ciò ha portato a identificare i resti in questione con Pentawer.

## Epilogo
Subito dopo l'aggressione al padre, Ramses IV prese il controllo della situazione e i congiurati non furono in grado di ricevere abbastanza supporti per eliminare l'erede. Il loro fallimento fu probabilmente determinato dall'incapacità di coordinare le forze all'interno del palazzo con quelle all'esterno. Ramses convocò dodici magistrati per fare luce sul caso e inquisire i colpevoli. il Papiro giuridico di Torino, fonte principale su questa vicenda, è il documento prodotto dal tribunale in cui si enuncia l'esito del caso di ogni cospiratore; è allegata inoltre la pena irrogata a sette magistrati che si erano lasciati sedurre da alcune concubine sotto accusa.
Il tentativo di golpe conosciuto come la Congiura dell'harem fu quindi un fallimento, in quanto la corona passò all'erede designato, Ramses IV. È possibile, d'altro lato, che lo stesso Ramses III fosse dubbioso circa le possibilità di successione del principe Ramses: nel Papiro Harris I, implora Amon di garantire i diritti di suo figlio.

## Nella cultura di massa
La congiura dell'harem è stata una vicenda romanzata ne La congiura del faraone, libro del 2008 dell'autore spagnolo Antonio Cabanas.